# Simulium jacuticum
Simulium jacuticum är en tvåvingeart som beskrevs av Rubtsov 1940. Simulium jacuticum ingår i släktet Simulium och familjen knott. Inga underarter finns listade i Catalogue of Life.